# Криптосистема Міччанчо
Криптосистема Міччанчо — криптографічна система, заснована на схемі шифрування GGH, запропонована 2001 року професором Університету Каліфорнії в Сан-Дієго Данієлем Міччанчо.
Схема шифрування GGH спирається на криптографію на ґратках, яку вважають перспективною для використання в постквантових системах (оскільки криптосистеми, що використовують факторизацію цілих чисел, дискретне логарифмування, дискретне логарифмування на еліптичних кривих можуть бути ефективно зламані квантовим комп'ютером). Криптосистема Міччанчо, фактично, є покращенням схеми шифрування GGH, зі зменшенням вимог до розміру ключа та шифротексту в {\displaystyle N} разів без погіршення безпеки системи, де {\displaystyle N} — розмірність ґратки (для типових криптосистем становить кілька сотень). 2004 року Крістоф Людвіг емпірично показав, що для безпечного використання потрібно {\textstyle N\geq 782}, до того ж, створення ключа і його дешифрування займає багато часу, а сам розмір ключа має бути більшим від 1 МБ. Тому ця криптосистема не може бути використана на практиці.

## Основні поняття та позначення
Нехай {\displaystyle \mathrm {B} =\{\mathbf {b} _{1},...,\mathbf {b} _{N}\}}, де {\displaystyle \mathbf {b} _{i}\in \mathbb {R} ^{M},i={\overline {1,N}}} — набір з {\displaystyle N} лінійно незалежних векторів, і компоненти кожного з векторів є цілими числами, а {\displaystyle B} — матриця з цих векторів розміру {\displaystyle M\times N}. Далі теорія будується для {\displaystyle M=N}. Ґраткою будемо називати множину {\displaystyle {\mathcal {L}}(\mathrm {B} )=\{\mathrm {B} x\mid x\in \mathbb {Z} ^{M}\}}.
Через те, що базис {\displaystyle \mathrm {B} } може бути не унікальним, прийнято вибирати як базис ермітову нормальну форму, яка для кожної окремо взятої решітки унікальна. Це означає, що матриця, складена з векторів базису, є верхня трикутна, всі діагональні елементи строго додатні, інші елементи задовольняють {\displaystyle 0\leq b_{ij}<b_{ii}}. Цей вид матриць має такі корисні властивості. По-перше, через ортогоналізацію Грама — Шмідта така матриця зводиться до діагонального вигляду з елементами {\displaystyle b_{ii}} на діагоналі. По-друге, визначник такої матриці дорівнює добутку її діагональних елементів, тобто {\textstyle \det(\mathrm {B} )=\prod _{i=1}^{n}b_{ii}}.
З останнього також випливає важлива властивість цілих ґраток:
Нехай довільні вектори {\displaystyle v} і {\displaystyle w} такі, що {\displaystyle v_{i}\equiv w_{i}\ \mod \det(\mathrm {B} )}. В цьому випадку {\displaystyle v\in {\mathcal {L}}(\mathrm {B} )} тоді й лише тоді, коли {\displaystyle w\in {\mathcal {L}}(\mathrm {B} )}.
Нехай {\textstyle {\mathcal {P}}(\mathrm {B} ^{*})=\{\sum _{i}x_{i}\mathbf {b_{i}^{*}} \ |\ 0\leq x_{i}<1\}} — прямий паралелепіпед, де {\displaystyle x_{i}} — цілочисельні координати, {\displaystyle \mathbf {b_{i}^{*}} } — ортогоналізовані за процесом Грама — Шмідта базисні вектори, {\displaystyle i={\overline {1,N}}}. Простір {\displaystyle \mathbb {R} ^{N}} можна замостити такими паралелепіпедами. Тоді для будь-якого {\displaystyle v\in \mathbb {Z} ^{N}} існує унікальний вектор {\displaystyle w\in {\mathcal {P}}(\mathrm {B} ^{*})}. Такий вектор називають редукованим для вектора {\displaystyle v\in \mathbb {Z} ^{N}} за модулем {\displaystyle \mathrm {B} }. Його отримують знаходженням відносної позиції {\displaystyle v} в {\displaystyle z+{\mathcal {P}}(\mathrm {B} ^{*})}, де {\displaystyle z\in {\mathcal {L}}(\mathrm {B} )}.
Цей вектор можна знайти за таким алгоритмом:
1. Знайти {\textstyle \alpha _{i}={\frac {\langle v,b_{i}^{*}\rangle }{\langle b_{i}^{*},b_{i}^{*}\rangle }}}
2. Обчислити вектор за формулою {\displaystyle w=v-\lfloor \alpha _{i}\rfloor \mathbf {b_{i}} \in {\mathcal {P}}(\mathrm {B} ^{*})}[6].

## Методологія
У криптосистемах на ґратках ключами є базиси. Нехай {\displaystyle \mathrm {B} } і {\displaystyle \mathrm {R} } — публічний і приватний базиси однієї й тієї ж ґратки {\displaystyle {\mathcal {L}}={\mathcal {L}}(\mathrm {B} )={\mathcal {L}}\mathrm {(} R)}. Відмінність цієї криптосистеми від системи шифрування GGH полягає в оптимальному виборі односторонньої функції. Важливою особливістю функції в криптосистемі Міччанчо є детермінованість. У цьому розділі будується загальний клас функцій вигляду GGH.

### Клас односторонніх функцій вигляду GGH
Для схеми шифрування GGH одностороння функція набуває вигляду {\displaystyle c=\mathrm {B} x+\epsilon }, де {\displaystyle c} — шифротекст, {\displaystyle x} — цілочисельний вектор і {\displaystyle \epsilon } — вектор помилки, завдовжки не більше {\displaystyle \rho }, {\displaystyle {\frac {1}{2}}\min _{i}(\mathbf {b_{i}^{*}} )\ll \rho ={\frac {1}{2}}\min _{i}(\mathbf {r_{i}^{*}} )}. Останнє необхідне для того, щоб помилка не створювала сильних спотворень під час обчислення з приватним базисом і, навпаки, для обчислень із публічним. Тут повідомлення {\displaystyle m} кодується в {\displaystyle \epsilon }, а {\displaystyle x} вибирається випадково.
Сімейство односторонніх функцій GGH-виду {\displaystyle f_{\beta ,\gamma }}, параметризоване алгоритмами {\displaystyle \gamma } і {\displaystyle \beta }, задовольняє:
1. {\displaystyle \beta } приймає на вхід приватний базис {\displaystyle \mathrm {R} }, а виводить публічний базис {\displaystyle \mathrm {B} } для тієї ж ґратки.
2. {\displaystyle \gamma } отримує {\displaystyle \mathrm {B} } і {\displaystyle \epsilon }, а повертає коефіцієнти точки ґратки {\displaystyle x}
3. Тоді {\displaystyle f_{\beta ,\gamma }} відображає множину векторів, коротших від {\displaystyle \rho } так: {\displaystyle f_{\beta ,\gamma }(\epsilon )=\beta ({\mathsf {R}})\gamma ({\mathsf {R}},\epsilon )+\epsilon }[5].

Якщо вектор помилки має довжину менше {\displaystyle \rho } тоді приватний базис {\displaystyle \mathrm {R} } можна використати для знаходження точки {\displaystyle \mathrm {B} x}, найближчою до {\displaystyle f_{\beta ,\gamma }(\epsilon )}, і, відповідно, відновлення {\displaystyle \epsilon } (задача знаходження найближчого вектора).

### Вибір публічного базису
Нехай відомий «хороший» приватний базис {\displaystyle \mathrm {R} }, тобто за допомогою нього можна розв'язати задачу знаходження найближчого вектора в {\displaystyle {\mathcal {L}}\mathrm {(} R)}, що те саме — розшифрувати шифротекст. Задача — згенерувати з {\displaystyle \mathrm {R} } такий публічний базис {\displaystyle \mathrm {B} }, щоб мінімізувати в ньому інформацію про {\displaystyle \mathrm {R} }. У звичайній схемі шифрування GGH для знаходження {\displaystyle \mathrm {B} } застосовують набір випадкових перетворень до {\displaystyle \mathrm {R} }. Криптосистема Міччанчо використовує як публічний базис {\displaystyle \mathrm {B} } ермітову нормальну форму, тобто {\displaystyle \mathrm {B} =HNF(\mathrm {R} )} (HNF — Hermite Normal Form). Вона унікальна для конкретно заданої ґратки, як сказано вище. Це веде до того, що якщо є якийсь інший базис для цієї ґратки {\displaystyle \mathrm {B} '}, то {\displaystyle \mathrm {B} =HNF(\mathrm {R} )=HNF(\mathrm {\mathrm {B} '} )}. Отже, {\displaystyle \mathrm {B} } містить про {\displaystyle \mathrm {R} } не більше інформації, ніж про {\displaystyle \mathrm {B} '}, на чому й ґрунтується безпека цієї криптосистеми.

### Додання «випадкової» точки ґратки
Далі, потрібно зімітувати додання випадкової точки ґратки {\displaystyle \mathrm {B} x}. В ідеалі, ця точка повинна вибиратися рівномірно довільно серед усіх точок ґратки. Однак це неможливо ні з практичної, ні з теоретичної точки зору. Майже такий самий результат виходить при використанні редукованого вектора. Вектор помилки {\displaystyle \epsilon } зменшується за модулем публічного базису {\displaystyle \mathrm {B} }, щоб отримати шифротекст {\displaystyle c\in {\mathcal {P}}(\mathrm {B} ^{*})}, замість додавання випадкового вектора. В результаті одностороння функція задається як {\displaystyle f(\epsilon )=\epsilon {\pmod {\mathrm {B} }}}, де {\displaystyle \mathrm {B} =HNF(\mathrm {R} )}. Завдяки верхній трикутній формі матриці {\displaystyle \mathrm {B} } ця функція дуже проста з обчислювальної точки зору. Застосовуючи міркування для обчислення редукованого вектора можна знайти формулу {\displaystyle x_{i}=\lfloor {\frac {\epsilon _{i}-\sum _{j>i}b_{ij}x_{j}}{b_{ii}}}\rfloor }, починаючи з {\displaystyle x_{N}}, що дає унікальну точку в паралелепіпеді {\displaystyle {\mathcal {P}}(\mathrm {B} ^{*})}.

### Резюме
Нехай {\displaystyle \mathrm {R} } — приватний базис, причому {\displaystyle \rho ={\frac {1}{2}}\min _{i}(\mathbf {r_{i}^{*}} )} є відносно великим, {\displaystyle \mathrm {B} } — публічний базис і {\displaystyle \mathrm {B} =HNF(\mathrm {R} )}. Базис {\displaystyle \mathrm {B} } породжує функцію {\displaystyle f(\epsilon )=\epsilon {\pmod {\mathrm {B} }}}, яка переводить вектор довжини менше {\displaystyle \rho } у відповідний {\displaystyle \mathrm {B} } прямий паралелепіпед {\displaystyle {\mathcal {P}}(\mathrm {B} ^{*})}. Ключові моменти:
1. Навіть якщо спочатку {\displaystyle f(\epsilon )} близька до точки {\displaystyle \epsilon }, після операції редукції виходить вектор, близький до інших точок ґратки.
2. Щоб відновити {\displaystyle \epsilon } за {\displaystyle f(\epsilon )}, необхідно розв'язати задачу знаходження найближчого вектора, для якої доведено NP-складність. Тому відновити {\displaystyle \epsilon }, маючи тільки {\displaystyle \mathrm {B} }, майже неможливо, навіть для квантових комп'ютерів. Однак вона ефективно розв'язується, якщо відомий базис {\displaystyle \mathrm {R} }.
3. Найближча точка до {\displaystyle f(\epsilon )} — центр паралелепіпеда, в якому міститься {\displaystyle f(\epsilon )}, а його знайти легко, знаючи базис {\displaystyle \mathrm {R} }[5].

## Теоретичний аналіз

### Безпека
Нова функція цієї криптосистеми настільки ж безпечна, як функція в схемі шифрування GGH. Така теорема стверджує, що наведена вище функція, як мінімум, не гірша від будь-якої іншої функції вигляду GGH:
Для будь-яких функцій {\displaystyle \beta ,\gamma } і для будь-якого алгоритму, який для {\displaystyle f(\epsilon )} знаходить про {\displaystyle \epsilon } якусь часткову інформацію з ненульовою ймовірністю, існує ефективний алгоритм зі входом {\displaystyle f_{\beta ,\gamma }(\epsilon )}, здатний відновити таку ж інформацію з такою ж імовірністю успіху.
Доведення: нехай {\displaystyle A} — алгоритм здатний зламати {\displaystyle f}. Дано публічний базис {\displaystyle \mathrm {B} } = {\displaystyle \beta (\epsilon )} та шифротекст {\displaystyle c=\mathrm {B} \gamma +\epsilon }. Алгоритм злому повинен спробувати знайти якусь інформацію про {\displaystyle \epsilon }. По перше, {\displaystyle \mathrm {B} '=HNF(\mathrm {B} )} і {\displaystyle c'=c{\pmod {B'}}}. З теоретичних результатів у попередньому розділі випливає, що {\displaystyle \mathrm {B} '=HNF(\mathrm {R} )} і {\displaystyle c'=\mathrm {B} \gamma +\epsilon {\pmod {B'}}=\epsilon {\pmod {B'}}}. Тому {\displaystyle B'} і {\displaystyle c'} мають правильний розподіл. Застосовуючи до них алгоритм {\displaystyle A}, отримуємо твердження теореми.

### Асимптотичні оцінки пам'яті
Нехай для приватного ключа виконується {\displaystyle |r_{ij}|<poly(N)}, тоді розмір, займаний ключем, оцінюється {\displaystyle O(N^{2}\ \lg N^{2})}. Використовуючи нерівність Адамара, а також те, що для публічного базису та шифротексту GGH системи виконуються оцінки {\displaystyle O(N^{2}\ \lg(\det({\mathcal {L}})))=O(N^{2}\ \lg(N))} і {\displaystyle O(N\ \lg(\det({\mathcal {L}})))=O(N\ \lg(N))}, випливає, що оцінки для публічного базису й шифротексту нашої системи {\displaystyle O(N^{2}\ \lg(N))} і {\displaystyle O(N\ \lg(N))}.

### Асимптотичні оцінки часу виконання
Теоретично, очікується прискорення роботи алгоритму порівняно з GGH із двох причин (емпіричні результати наведено нижче). По-перше, час шифрування для GGH систем залежить від розміру публічного ключа. Теоретичні оцінки на займану ключем пам'ять свідчать про її зменшення, отже й про прискорення шифрування. При цьому час роботи GGH можна порівняти з часом роботи схеми RSA. По-друге, для генерування ключа початковий алгоритм застосовує алгоритм Ленстри — Ленстри — Ловаса до матриць великої розмірності з великими значеннями елементів, тоді як система Міччанчо використовує досить простий алгоритм знаходження ермітової нормальної форми. Для дешифрування використовується алгоритм Бабая, з деякими втратами пам'яті та точності, але поліпшенням за часом його можна замінити простішим алгоритмом округлення, проте в цій частині прискорення за часом виконання не очікується.

## Емпірична оцінка безпеки системи
На практиці для безпеки цієї системи потрібно {\displaystyle N\geq 782}. За припущення, що покращення часу досягає максимальних асимптотичних оцінок, найменше необхідне {\displaystyle N} має бути більше {\displaystyle 2093}. Далі було показано, що публічний ключ має бути не менше ніж 1 МБ. Більш того, час створення ключа займає порядку доби. Процедура шифрування справді досить швидка. Однак дешифрування нестабільне через алгоритм Бабая. Це можна подолати, але тоді вона займатиме 73 хвилини для {\displaystyle N=800} не включаючи ортогоналізації. Якщо виконати цей крок заздалегідь, то до витрат пам'яті додається 4.8 МБ для тієї ж розмірності. З цих результатів випливає, що криптосистема Міччанчо незастосовна на практиці.